# サウジアラビアロイヤルカップ
サウジアラビアロイヤルカップは、日本中央競馬会（JRA）が東京競馬場で施行する中央競馬の重賞競走（GIII）である。
正賞はサウジアラビアジョッキークラブ賞。

## 概要
2歳マイル路線のさらなる充実、およびローテーションを整備する観点から2014年に「いちょうステークス」の名称で新設された重賞競走。初年度は国際グレード制に基づく格付けが行われず、格付表記は「新設重賞」とされた。2015年に日本とサウジアラビア王国の外交関係樹立60周年を記念して「サウジアラビアロイヤルカップ」に改称され、格付表記も「重賞」とされた。なお、開催回次はいちょうステークスから引き継がれず、2015年は改めて「第1回」とされた。2016年よりGIIIに新規格付される。
前身となる「いちょうステークス」は1984年より東京競馬場の芝1600mで3歳（現2歳）オープンの特別競走として行われ、2012年と2013年は距離を1800mに延長。2014年から距離を再び1600mに戻したうえで、重賞に格上げされた。

### 競走条件
以下の内容は、2024年現在のもの。
出走資格：サラ系2歳
- JRA所属馬
- 地方競馬所属馬（JRA認定馬3頭まで、優先出走）
- 外国調教馬（優先出走）

負担重量：馬齢（牡・せん56kg、牝55kg）

### 賞金
2024年の1着賞金は3300万円で、以下2着1300万円、3着830万円、4着500万円、5着330万円。

## 歴史
- 1968年 - 3歳馬限定の条件特別戦「いちょう特別」として創設。
- 1984年 - 3歳馬によるオープン特別「いちょう特別」として開催。
- 1988年 - 「いちょうステークス」と改称[7]。
- 2014年 - 重賞（新設重賞）に格上げ[2]。
- 2015年
  - 名称を「サウジアラビアロイヤルカップ」に変更[7]。
  - 格付表記を「重賞」に変更[7]。
- 2016年 - GIIIに新規格付[11]。
- 2020年 - 正賞がリヤド馬事クラブ賞からサウジアラビアジョッキークラブ賞に変更となる[注 1]。
- 2025年 - 「日本・サウジアラビア外交関係樹立70周年記念」の副称をつけて施行予定。

### 歴代優勝馬
コース種別を表記していない距離は、芝コースを表す。

#### いちょうステークス
| 回数  | 施行日         | 競馬場 | 距離  | 優勝馬           | 性齢 | タイム | 優勝騎手 | 管理調教師 | 馬主     |
| ----- | -------------- | ------ | ----- | ---------------- | ---- | ------ | -------- | ---------- | -------- |
| 第1回 | 2014年10月11日 | 東京   | 1600m | クラリティスカイ | 牡2  | 1:33.5 | 横山典弘 | 友道康夫   | 杉山忠国 |

#### サウジアラビアロイヤルカップ
| 回数   | 施行日         | 競馬場 | 距離  | 優勝馬             | 性齢 | タイム | 優勝騎手   | 管理調教師 | 馬主                         |
| ------ | -------------- | ------ | ----- | ------------------ | ---- | ------ | ---------- | ---------- | ---------------------------- |
| 第1回  | 2015年10月10日 | 東京   | 1600m | ブレイブスマッシュ | 牡2  | 1:34.2 | 横山典弘   | 小笠倫弘   | 島川隆哉                     |
| 第2回  | 2016年10月8日  | 東京   | 1600m | ブレスジャーニー   | 牡2  | 1:34.5 | 柴田善臣   | 本間忍     | 島川隆哉                     |
| 第3回  | 2017年10月7日  | 東京   | 1600m | ダノンプレミアム   | 牡2  | 1:33.0 | 川田将雅   | 中内田充正 | （株）ダノックス             |
| 第4回  | 2018年10月6日  | 東京   | 1600m | グランアレグリア   | 牝2  | 1:34.0 | C.ルメール | 藤沢和雄   | （有）サンデーレーシング     |
| 第5回  | 2019年10月5日  | 東京   | 1600m | サリオス           | 牡2  | 1:32.7 | 石橋脩     | 堀宣行     | （有）シルクレーシング       |
| 第6回  | 2020年10月10日 | 東京   | 1600m | ステラヴェローチェ | 牡2  | 1:39.6 | 横山典弘   | 須貝尚介   | 大野剛嗣                     |
| 第7回  | 2021年10月9日  | 東京   | 1600m | コマンドライン     | 牡2  | 1:36.4 | C.ルメール | 国枝栄     | （有）サンデーレーシング     |
| 第8回  | 2022年10月8日  | 東京   | 1600m | ドルチェモア       | 牡2  | 1:33.4 | 横山和生   | 須貝尚介   | （株）スリーエイチレーシング |
| 第9回  | 2023年10月7日  | 東京   | 1600m | ゴンバデカーブース | 牡2  | 1:33.4 | 松山弘平   | 堀宣行     | （株）G1レーシング           |
| 第10回 | 2024年10月5日  | 東京   | 1600m | アルテヴェローチェ | 牡2  | 1:33.0 | 佐々木大輔 | 須貝尚介   | 大野照旺                     |

##### 2013年までの「いちょうステークス」優勝馬
優勝馬の馬齢は、2000年以前も現行表記に揃えている。
| 施行日         | 競馬場 | 距離  | 条件     | 優勝馬             | 性齢 | タイム | 優勝騎手 | 管理調教師   | 馬主                                 |
| -------------- | ------ | ----- | -------- | ------------------ | ---- | ------ | -------- | ------------ | ------------------------------------ |
| 1988年10月29日 | 東京   | 1600m | オープン | ジャンボセイコ     | 牝2  | 1:37.0 | 成島正規 | 田子冬樹     | 原八衛                               |
| 1989年10月28日 | 東京   | 1600m | オープン | カムイフジ         | 牡2  | 1:35.7 | 堀井雅広 | 宮沢今朝太郎 | 藤代由太郎                           |
| 1990年10月28日 | 東京   | 1600m | オープン | サクラハイスピード | 牡2  | 1:36.7 | 小島太   | 境勝太郎     | （株）さくらコマース                 |
| 1991年10月27日 | 東京   | 1600m | オープン | サンエイサンキュー | 牝2  | 1:38.7 | 東信二   | 佐藤勝美     | 岩崎喜好                             |
| 1992年11月1日  | 東京   | 1600m | オープン | ライブハウス       | 牝2  | 1:34.9 | 岸滋彦   | 坂口正則     | 吉田勝己                             |
| 1993年10月31日 | 東京   | 1600m | オープン | トラストカンカン   | 牡2  | 1:35.4 | 小迫次男 | 河野通文     | 菅波滿                               |
| 1994年10月30日 | 東京   | 1600m | オープン | ヤマニンパラダイス | 牝2  | 1:34.7 | 武豊     | 浅見国一     | 土井商事（株）                       |
| 1995年10月29日 | 東京   | 1600m | オープン | エアグルーヴ       | 牝2  | 1:35.8 | 武豊     | 伊藤雄二     | 吉原毎文                             |
| 1996年10月27日 | 東京   | 1600m | オープン | メジロドーベル     | 牝2  | 1:35.0 | 吉田豊   | 大久保洋吉   | メジロ商事（株）                     |
| 1997年10月26日 | 東京   | 1600m | オープン | タヤスアゲイン     | 牡2  | 1:36.1 | 柴田善臣 | 山内研二     | 横瀬寛一                             |
| 1998年11月1日  | 東京   | 1600m | オープン | エアギャングスター | 牡2  | 1:36.2 | 武豊     | 伊藤雄二     | （株）ラッキーフィールド             |
| 1999年10月31日 | 東京   | 1600m | オープン | マチカネホクシン   | 牡2  | 1:35.6 | 河内洋   | 浅見秀一     | 細川益男                             |
| 2000年10月22日 | 東京   | 1600m | オープン | トラストファイヤー | 牡2  | 1:37.1 | 的場均   | 河野通文     | 菅波滿                               |
| 2001年10月21日 | 東京   | 1600m | オープン | サンヴァレー       | 牡2  | 1:36.3 | 田中剛   | 岩元市三     | 林進                                 |
| 2002年10月27日 | 中山   | 1600m | オープン | コスモインペリアル | 牡2  | 1:37.7 | 柴田善臣 | 清水利章     | 岡田美佐子                           |
| 2003年11月2日  | 東京   | 1600m | オープン | メテオバースト     | 牡2  | 1:35.8 | 武豊     | 萩原清       | （有）サンデーレーシング             |
| 2004年10月23日 | 東京   | 1600m | オープン | ニシノドコマデモ   | 牡2  | 1:35.6 | 横山典弘 | 萱野浩二     | 西山茂行                             |
| 2005年10月22日 | 東京   | 1600m | オープン | ジャリスコライト   | 牡2  | 1:35.9 | 北村宏司 | 藤沢和雄     | 吉田和美                             |
| 2006年10月21日 | 東京   | 1600m | オープン | マイネルシーガル   | 牡2  | 1:35.9 | 後藤浩輝 | 国枝栄       | （株）サラブレッドクラブ・ラフィアン |
| 2007年10月20日 | 東京   | 1600m | オープン | アロマキャンドル   | 牝2  | 1:36.2 | 藤田伸二 | 河野通文     | （有）社台レースホース               |
| 2008年10月25日 | 東京   | 1600m | オープン | ダノンカモン       | 牡2  | 1:35.0 | 福永祐一 | 池江泰寿     | （株）ダノックス                     |
| 2009年10月24日 | 東京   | 1600m | オープン | トーセンファントム | 牡2  | 1:34.9 | 内田博幸 | 松田国英     | 島川隆哉                             |
| 2010年10月23日 | 東京   | 1600m | オープン | ロビンフット       | 牡2  | 1:36.3 | 後藤浩輝 | 堀井雅広     | 桐谷茂                               |
| 2011年10月22日 | 東京   | 1600m | オープン | アーデント         | 牡2  | 1:39.0 | 横山典弘 | 加藤征弘     | （有）キャロットファーム             |
| 2012年10月20日 | 東京   | 1800m | オープン | フラムドグロワール | 牡2  | 1:48.1 | 横山典弘 | 藤沢和雄     | （有）シルク                         |
| 2013年10月19日 | 東京   | 1800m | オープン | イスラボニータ     | 牡2  | 1:49.6 | 蛯名正義 | 栗田博憲     | （有）社台レースホース               |

- 出典：netkeiba.com
  - 1988年、1989年、1990年、1991年、1992年、1993年、1994年、1995年、1996年、1997年、1998年、1999年、2000年、2001年、2002年、2003年、2004年、2005年、2006年、2007年、2008年、2009年、2010年、2011年、2012年、2013年

## 2014年以前の「サウジアラビアロイヤルカップ」
2015年以降の「サウジアラビアロイヤルカップ」よりも以前に、「サウジアラビアロイヤルカップ」の名称で施行された、または「サウジアラビアロイヤルカップ」を冠した競走が設定されていた。
- 1999年：東京ハイジャンプに「サウジアラビアロイヤルカップ」の名称を冠して施行[14]。
- 2002年：オアシスステークス（特別競走）に「サウジアラビアロイヤルカップ」の名称を冠して施行[15]。
- 2003年 - 2006年：4歳以上オープンの特別競走「サウジアラビアロイヤルカップ」を施行（下記）。
- 2007年[16] - 2014年[17]：富士ステークスに「サウジアラビアロイヤルカップ」の名称を冠して施行。

### 2003年から2006年までの「サウジアラビアロイヤルカップ」
2003年から2006年まで、「サウジアラビアロイヤルカップ」という名称の特別競走が施行されていた。
- 出走資格：サラブレッド系4歳以上（混合）［指定］
- 負担重量：2003年は別定、2004年 - 2006年はハンデキャップ

#### 優勝馬
| 施行日        | 競馬場 | 距離        | 条件     | 優勝馬             | 性齢 | タイム | 優勝騎手   | 管理調教師 | 馬主                   |
| ------------- | ------ | ----------- | -------- | ------------------ | ---- | ------ | ---------- | ---------- | ---------------------- |
| 2003年5月11日 | 東京   | ダート1600m | オープン | スターキングマン   | 牡4  | 1:36.6 | 村田一誠   | 森秀行     | （有）クローバークラブ |
| 2004年5月9日  | 東京   | ダート1600m | オープン | エイシンハンプトン | 牡4  | 1:35.7 | 武豊       | 藤原英昭   | 平井豊光               |
| 2005年5月8日  | 東京   | ダート1600m | オープン | メイショウサライ   | 牡4  | 1:35.9 | 秋山真一郎 | 増本豊     | 松本好雄               |
| 2006年5月7日  | 東京   | ダート1600m | オープン | ワイルドワンダー   | 牡4  | 1:35.7 | 後藤浩輝   | 久保田貴士 | 草間庸文               |

- 出典：JBISサーチ
  - 2003年、2004年、2005年、2006年

## エピソード
2021年の本競走は出走頭数が7頭であったが、全馬が単勝人気順に入線し、JRAの重賞競走（グレード制導入以降）における1着馬から数えた人気通りに入線した頭数の新記録となった（従来の記録は1987年のアメリカジョッキークラブカップにおける1着から6着までの6頭である。）。また、3連複の190円という払戻金はJRAの重賞競走における3連複払戻金の最低記録タイであった。